# Maison de Flandre
Pour les articles homonymes, voir Flandre.
 (avril 2025).

Armes de la Maison de Flandre

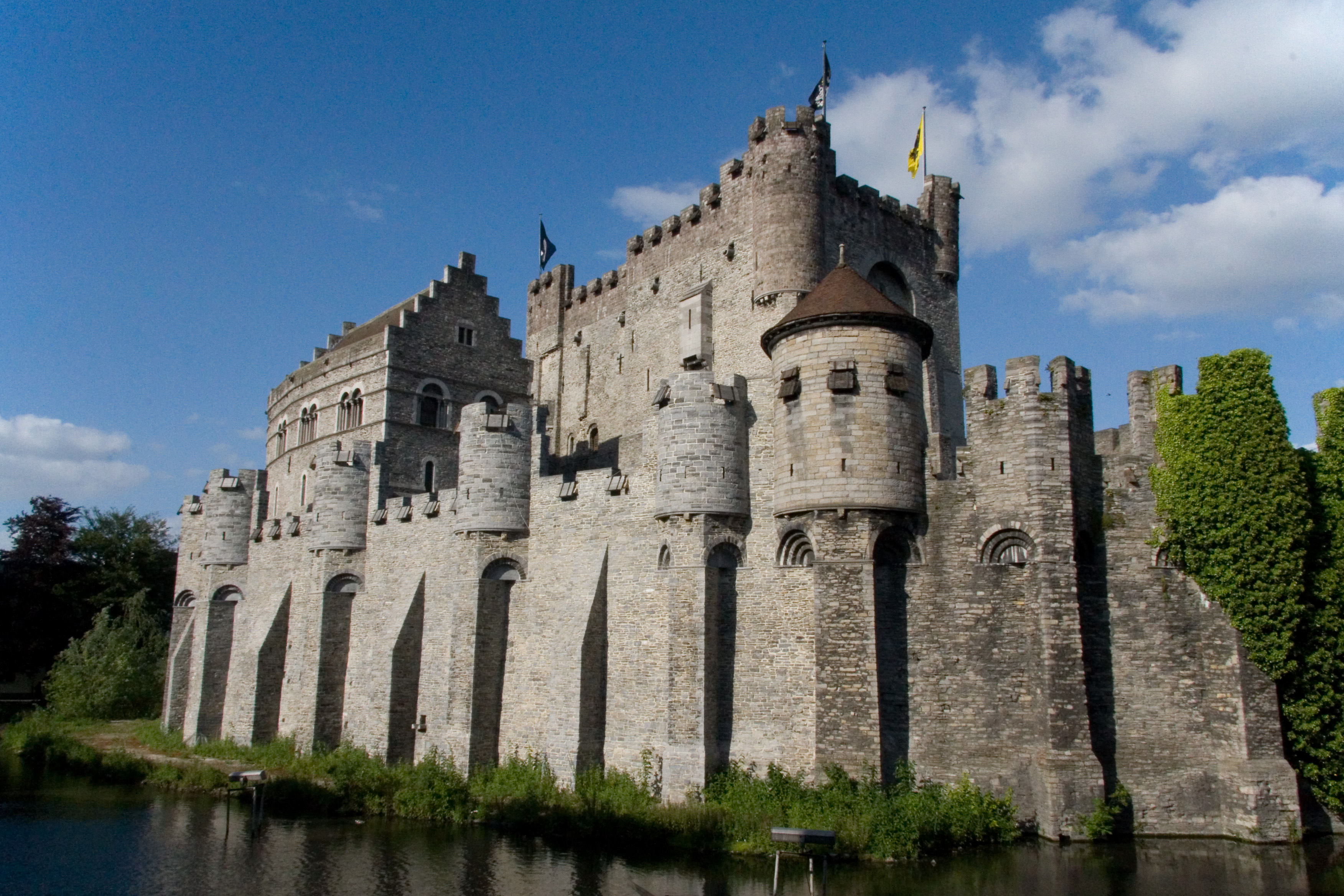
Château des comtes de Flandre ("Gravensteen") à Gand

La maison de Flandre, aussi appelée dynastie des Baudouins (en latin Balduini) ou Baudouinides, est un lignage de la noblesse franque, le premier à transformer une fonction comtale de l'Empire carolingien en un fief héréditaire, le comté de Flandre, relevant de la Francie occidentale, créé par le traité de Verdun en 843.
Elle est fondée par Baudouin Ier de Flandre, époux de Judith (fille du roi de Francie occidentale Charles le Chauve), comte de Flandre à partir de 866.
À partir de 1051, la maison de Flandre règne également sur le comté de Hainaut avec Baudouin Ier de Hainaut. Elle perd la Flandre en 1119, à la mort de Baudouin VII de Flandre, mais le récupère en 1191 avec Baudouin VIII de Flandre (Baudouin V de Hainaut). Elle règne brièvement sur le comté de Namur de 1188 à 1212.
Elle s'éteint en 1280, à la mort de Marguerite II de Flandre.

## Généalogie
- Baudouin Ier « Bras-de-Fer » († 879), comte de Flandre à partir de 866
  - Baudouin II « le Chauve », comte de Flandre († 918)
    - Arnoul Ier « le Grand », comte de Flandre († 965)
      - Elftrude, née vers 932, mariée en 964 à Siegfried († 965), comte de Guînes.
        - Ardolf Ier (v.966 -ap.996), comte de Guînes
        - Hawise (v. 958- ?)

      - Hildegarde (934 † 990), mariée vers 943 à Thierry II de Hollande (ou Dirk II de Hollande) (930 † 988), comte de Frise Occidentale.
      - Egbert (937 † 953)
      - Lutgarde (938 † 964), mariée en 950 à Wichmann II comte d'Hamaland et de Gand.
        - Théodoric Ier de Gand (ap 950- ?), comte de Gand
        - Wichmann de Gand (ap. 951- ?)
        - Adèle de Gand (v. 955 -1017)
        - Lutgarde de Gand (v. 950-?)

      - Baudouin III, comte de Flandre († 962)
        - Arnoul II, comte de Flandre († 988)
          - Mathilde († 995 ou avant)
          - Baudouin IV « le Barbu » (v.980 † 1035), comte de Flandre
            - Baudouin V « de Lille », comte de Flandre († 1067)
              - Baudouin VI, (1030 - 1070), comte de Flandre et de Hainaut
                - Arnoul III (1055 † 1071), comte de Flandre et de Hainaut
                - Baudouin II (1056 † 1098), comte de Hainaut
                  - Baudouin III (1088 † 1120), comte de Hainaut
                    - Baudouin IV (1108 † 1171), comte de Hainaut
                      - Baudouin V (1150 † 1195), comte de Hainaut
                        - Isabelle (°1170- †1190), mariée avec le roi Philippe II de France
                        - Baudouin VI (°1171- †1205), comte de Flandre, de Hainaut et empereur latin de Constantinople
                          - Jeanne (1199-1200 † 1244), comtesse de Flandre et de Hainaut
                          - Marguerite (ca.1202 † 1280), comtesse de Flandre et de Hainaut

                        - Yolande (°1175- †1219), mariée avec Pierre II de Courtenay, empereur latin de Constantinople
                        - Philippe Ier « le Noble », marquis de Namur (°1175- †1212)
                        - Henri (°1176- †1216), empereur latin de Constantinople
                        - Sybille (°1179- †1217), mariée à Guichard IV sire de Beaujeu
                        - Eustache (†1219), régent du royaume de Thessalonique

                      - Agnès, épouse Raoul Ier de Coucy

                - Agnès, vivante en 1071

              - Mathilde (1032 - 1083), mariée en 1053 à Guillaume le Conquérant
              - Robert Ier « le Frison », (1033 - 1093), comte de Flandre de 1071 à 1093
                - Robert II, comte de Flandre de 1093 à 1111
                  - Baudouin VII (1093-1119), comte de Flandre
                  - Guillaume (1094-1109)
                  - Philippe (1095-mort jeune)

                - Adèle († 1115), mariée avec le roi Knut IV de Danemark, mère de Charles le Bon, puis avec Roger Borsa, duc des Pouilles.
                - Gertrude (1080 - † 1117), mariée à Henri III († 1095) comte de Louvain et de Bruxelles, puis en 1096 Thierry II de Lorraine († 1115).
                - Philippe de Loo, dont le fils illégitime Guillaume d'Ypres fut prétendant au comté de Flandre.
                - Ogive, abbesse de Messines.

            - Ermengarde, mariée à Adalbert († 1032), comte de Gand
            - Judith (1037 † 1094), mariée en 1058 à Tostig Godwinson († 1066), comte de Northumbrie, puis vers 1071 Welf IV († 1101), duc de Bavière
            - une fille, mariée avec Régnier de Louvain, châtelain à Ename en 1033/1034, fils du comte Lambert Ier de Louvain

    - Adalolphe († 933), comte de Boulogne
      - Arnoul II († 971), comte de Boulogne
        - Arnoul III († 990), comte de Boulogne
          - Baudouin II († 1025), comte de Boulogne
            - Eustache Ier (vers 995 – 1049), comte de Boulogne
              - Eustache II († 1087), comte de Boulogne
                - Eustache III (1056-1125), comte de Boulogne
                - Godefroy de Bouillon (1058-1099), duc de Basse-Lotharingie, conduisit la première croisade et devint avoué du Saint-Sépulcre
                - Baudouin Ier (1065-1118), accompagna son frère en Terre sainte et devint comte d'Édesse, puis roi de Jérusalem à la mort de celui-ci.

              - Godefroy († 1095), évêque de Paris
              - Lambert II († 1054), comte de Lens
              - Gerberge († 1049), mariée à Frédéric de Luxembourg (1003 † 1065), duc de Basse-Lotharingie

          - Arnoul IV, comte de Ternois

      - Baudouin Balzo